# Pyrgilauda
Pyrgilauda
Genre
Pyrgilauda est un genre de Passeriformes. Proches du genre Montifringilla, dans lequel elles sont parfois placées, les espèces de ce genre sont appelées niverolles en français.

## Systématique
Le genre Pyrgilauda a été créé en 1871 par l'ornithologue et botaniste français Jules Verreaux (1807-1873) avec comme espèce type Pyrgilauda davidiana.

## Liste d'espèces et de sous-espèces
Selon la classification de référence du Congrès ornithologique international (version 11.2, 2021) :
- Pyrgilauda theresae (Meinertzhagen, R, 1937) - la Niverolle d'Afghanistan
- Pyrgilauda ruficollis (Blanford, 1871) - la Niverolle à cou roux
  - sous-espèce Pyrgilauda ruficollis isabellina Stegmann, 1932
  - sous-espèce Pyrgilauda ruficollis ruficollis (Blanford, 1871)
- Pyrgilauda davidiana Verreaux, J, 1871 - la Niverolle de David
  - sous-espèce Pyrgilauda davidiana potanini Sushkin, 1925
  - sous-espèce Pyrgilauda davidiana davidiana Verreaux, J, 1871
- Pyrgilauda blanfordi (Hume, 1876) - la Niverolle de Blanford
  - sous-espèce Pyrgilauda blanfordi barbata Przewalski, 1887
  - sous-espèce Pyrgilauda blanfordi ventorum Stegmann, 1932
  - sous-espèce Pyrgilauda blanfordi blanfordi (Hume, 1876)

## Publication originale
- J. Verreaux, « Description des Oiseaux Nouveaux ou incomplétement connus collectés par M. l'Abbé Armand David pendant son voyage dans le Thibet Oriental et la partie adjacente de la Chine », Nouvelles archives du muséum d'histoire naturelle, Paris, Inconnu, inconnu et inconnu, vol. 7,‎ 1871, p. 25-65 (ISSN 0766-7248 et 3040-861X, OCLC 5711918, BNF 32826392, lire en ligne).